# Afriški jezerec
Afriški jezerec (znanstveno ime Chaliaeetus vocifer) ali afriški ribji orel je velika vrsta ujede iz družine kraguljev, ki jih najdemo po vsej podsaharski Afriki povsod, kjer se pojavlja velika odprta voda z obilico hrane. Je narodna ptica Namibije, Zambije in Zimbabveja. Zaradi velikega razprostranjenosti je znan v številnih jezikih. Primeri imen so: nkwazi v jeziku Chewa, aigle pêcheur v francoščini, hungwe v jeziku Shona, inkwazi v jeziku isiZulu in ntšhu (izgovarja se "ntjhu") v Severnem Sotoju. Ta vrsta lahko po videzu spominja na ameriškega jezerca (Haliaeetus leucocephalus); čeprav je soroden, se vsaka vrsta pojavlja na različnih celinah, ameriški jezerec prebiva v Severni Ameriki.

## Taksonomija
Afriški jezerec je vrsta, uvrščena v rod Haliaeetus (jezerski orli). Zdi se, da je njegov najbližji sorodnik kritično ogroženi Madagaskarski jezerec (H. vociferoides). Kot vsi jezerci je kompleksna vrsta, je tudi ta sestavljen iz beloglave vrste (afriški jezerec) in rjavoglavega (madagaskarskega jezerca). To so starodavna linija jezerskih orlov in kot taki imajo temne kremplje, kljune in oči. Obe vrsti imata vsaj delno bele repe tudi kot mladiči. Znanstveno ime izhaja iz Haliaeetus, nove latinščine za "jezerski orel" (iz starogrškega haliaetos), vocifer pa izhaja iz njegovega prvotnega imena rodu, ki ga je tako poimenoval francoski naravoslovec François Levaillant, ki ga je poimenoval »glasni«.

## Opis
Afriški jezerec je velika ptica. Samica, ki tehta 3,2–3,6 kg, je večja od samca, 2,0–2,5 kg. To je tipičen spolni dimorfizem pri pticah ujedah. Samci imajo običajno razpon kril okoli 2 m, medtem ko imajo samice razpon kril 2,4 m. Dolžina telesa je 63–75 cm. Odrasel je po videzu zelo izrazit z večinoma rjavim telesom z belo glavo, kot je beloglavi orel in velikimi, močnimi črnimi krili. Glava, prsi in rep afriških jezercev so snežno beli, z izjemo obraza brez perja, ki je rumene barve. Oči so temno rjave barve. Kljun v obliki kljuke, idealen za mesojed način življenja, je rumen s črno konico. Perje mladiča je rjave barve, oči pa so bolj blede v primerjavi z odraslim. Stopala imajo grobe podplate in so opremljena z močnimi kremplji, ki orlu omogočajo, da oprime spolzki vodni plen. Čeprav se ta vrsta prehranjuje predvsem z ribami, je oportunistična in lahko vzame širši plen, kot so vodne ptice. Njegov značilen krik mnoge spominja na duha ali bistvo Afrike. Klic, ki je kričeč, ko ga izgovorijo moški, je weee-ah, hyo-hyo ali heee-ah, heeah-heeah.

## Razširjenost in habitat
Ta vrsta je še vedno precej pogosta v bližini sladkovodnih jezer, rezervoarjev in rek, čeprav jih lahko včasih najdemo v bližini obale na ustjih rek ali lagun. Afriški jezerci so avtohtoni v podsaharski Afriki, ki segajo po večini celinske Afrike južno od puščave Sahare. Več primerov krajev, kjer lahko prebivajo, so reka Oranje v Republiki Južni Afriki in Namibiji, delta Okavango v Bocvani in Malavijsko jezero, ki meji med Malavijem, Tanzanijo in Mozambikom. Afriški jezerec naj bi se pojavljal v velikem številu okoli lokacij Viktorijinega jezera in drugih velikih jezer v osrednji Afriki, zlasti jezer Velike riftne doline. To je splošna vrsta, ki potrebuje le odprto vodo z zadostnim plenom in dobrim ostrižem, kar dokazuje število habitatnih tipov, v katerih ta vrsta lahko živi, vključno s travniki, močvirji, barji,  tropskim deževnim gozdom, fynbosom in celo puščavo - meji na obalo, kot je tista v Namibiji. Afriškega jezerca ni na sušnih območjih z malo površinske vode.

## Razmnoževanje
Afriški jezerci se razmnožujejo v sušnem obdobju, ko je vodostaj nizek. Verjame se, da se parijo za vse življenje. Pari pogosto vzdržujejo dve ali več gnezd, ki jih pogosto ponovno uporabijo. Ker se gnezda z leti znova uporabljajo in gradijo, lahko zrastejo precej velika, nekatera dosežejo 2 m v premer in 1,2 m globoko. Gnezda so postavljena na veliko drevo in so zgrajena večinoma iz palic in drugih kosov lesa.
Samica izleže eno do tri jajca, ki so predvsem bela z nekaj rdečkastimi pikami. Inkubacijo večinoma opravi samica, samec pa inkubira, ko samica odide na lov. Inkubacija traja 42 do 45 dni, preden se izležejo piščanci. Ubijanje sorojenca se običajno ne pojavlja v tem taksonu in starši pogosto uspešno vzredijo dva ali tri piščance. Piščanci se perijo okoli 70 do 75 dni. Odvisnost po rojstvu traja do tri mesece, nato pa mladiči postanejo nomadski in se lahko zbirajo v skupinah stran od teritorialnih odraslih oseb. Tisti, ki preživijo prvo leto, imajo pričakovano življenjsko dobo od 12 do 24 let.
- Odrasli osebek v gnezdu na jezeru Baringo v Keniji
- Jajce
- Tiletni mladič ob reki Grumeti, Serengeti, Tanzanija

## Prehrana
Afriški jezerec se prehranjuje predvsem z ribami, na katere se spusti iz zasede na drevesu in plen ugrabi iz vode s svojimi velikimi kremplji. Ptica nato odleti nazaj na svoje drevo, da bi pojedla svoj ulov.
Tako kot drugi jezerci ima tudi afriški jezerec strukture na prstih, imenovane spirikule, ki mu omogočajo prijem rib in drugega spolzkega plena. To prilagoditev ima tudi ribji orel, zimski obiskovalec Afrike. Če afriški jezerec ujame plen, večji od desetkratne teže lastne telesne teže, je pretežak, da bi ga lahko dvignil, zato ribo vleče po površini vode, dokler ne doseže obale. Če ujame pretežko ribo, da bi lahko vzdrževal let, bo padel v vodo in s krili zaveslal do najbližje obale. Znano je, da afriški jezerec ukrade ulov drugih vrst ptic (kot je orjaška čaplja), vedenje, znano kot kleptoparazitizem. Prehranjuje se tudi s pticami, zlasti z vodnimi pticami, kot so race, veliki in mali plamenci, majhne želve, mladiči krokodilov, kuščarji, žabe in mrhovina. Občasno lahko odnese celo plen sesalcev, kot so pečinarji in opice. Opazili so tudi hranjenje z domačimi kokošmi (piščanci).

## Razmerje z ljudmi

### Ohranjanje
IUCN je to vrsto uvrstil na seznam najmanj zaskrbljujočih. Ocenjena velikost populacije je približno 300.000 osebkov z območjem razširjenosti 18.300.000 km2.

### Heraldika
V obliki zimbabvejske ptice je nacionalna ptica Zimbabveja in je prikazana na zimbabvejski zastavi. Ptica je tudi v grbu Namibije, Zambije in Južnega Sudana ter na zambijski zastavi.

## Galerija
- Kazinga Channel, Uganda
- Mladič v letu, Etiopija
- Mladiči v gnezdu, Etiopija